# Zvonimir Deranja
Zvonimir Deranja (Dubrovnik, 22 september 1979) is een profvoetballer uit Kroatië die zonder club zit. Hij speelde eerder voor Slaven Prevlaka (1988-1991), GOŠK Dubrovnik (1991-1992), HNK Gruda (1992-1996), HNK Hajduk Split (1996-2004) en 2005-2006), Le Mans FC (2004-2005), FC Libourne-Saint-Seurin (2006-januari 2008), Excelsior Moeskroen (januari 2008-januari 2010) en RNK Split (2010-2011).

## Spelerscarrière
| seizoen                              | club                     | land      | competitie                 | wed. | goals |
| ------------------------------------ | ------------------------ | --------- | -------------------------- | ---- | ----- |
| 1996/1997                            | HNK Hajduk Split         | Kroatië   | 1. Hrvatska Nogometna Liga | 5    | 1     |
| 1997/1998                            | HNK Hajduk Split         | Kroatië   | 1. Hrvatska Nogometna Liga | 1    | 0     |
| 1998/1999                            | HNK Hajduk Split         | Kroatië   | 1. Hrvatska Nogometna Liga | 25   | 14    |
| 1999/2000                            | HNK Hajduk Split         | Kroatië   | 1. Hrvatska Nogometna Liga | 19   | 6     |
| 2000/2001                            | HNK Hajduk Split         | Kroatië   | 1. Hrvatska Nogometna Liga | 23   | 11    |
| 2001/2002                            | HNK Hajduk Split         | Kroatië   | 1. Hrvatska Nogometna Liga | 26   | 11    |
| 2002/2003                            | HNK Hajduk Split         | Kroatië   | 1. Hrvatska Nogometna Liga | 21   | 6     |
| 2003/2004                            | HNK Hajduk Split         | Kroatië   | 1. Hrvatska Nogometna Liga | 6    | 3     |
| 2004/2005                            | Le Mans FC               | Frankrijk | Ligue 2                    | 16   | 4     |
| 2005/2006                            | HNK Hajduk Split         | Kroatië   | 1. Hrvatska Nogometna Liga | 8    | 1     |
| 2006/2007                            | FC Libourne-Saint-Seurin | Frankrijk | Ligue 2                    | 32   | 14    |
| 2007/2008                            | FC Libourne-Saint-Seurin | Frankrijk | Ligue 2                    | 17   | 8     |
| 2007/2008                            | Excelsior Moeskroen      | België    | Jupiler League             | 5    | 1     |
| 2008/2009                            | Excelsior Moeskroen      | België    | Jupiler Pro League         | 4    | 0     |
| 2009/2010                            | Excelsior Moeskroen      | België    | Jupiler Pro League         | 7    | 0     |
| 2010/2011                            | RNK Split                | Kroatië   | 1. Hrvatska Nogometna Liga | 8    | 0     |
| Totaal                               | Totaal                   | Totaal    | Totaal                     | 223  | 80    |
| Laatst bijgewerkt op 18 januari 2014 |                          |           |                            |      |       |